# سلطان‌آباد (ولایت اندیجان)
سلطان‌آباد (به ازبکی: Sultanabad) یک منطقهٔ مسکونی در ازبکستان است که در شهرستان قرغان‌تپه واقع شده‌است. سلطان‌آباد ۱۶٬۴۵۰ نفر جمعیت دارد.